# Rue Michel-Gachet
La rue Michel-Gachet est une voie marseillaise située dans le 7e arrondissement de Marseille. 

## Situation et accès
Elle démarre sur le boulevard Bompard et gravit la colline en longeant de nombreuses résidences du quartier Bompard tout en étant parallèle au boulevard Marius-Thomas. Au sommet, elle se termine sur le chemin du Vallon de l'Oriol.

## Origine du nom
La rue doit son nom à Michel Gachet (1909-1944), brigadier des gardiens de la Paix et membre des FFC dans le réseau d’Ajax assassiné le 21 août 1944 avenue des Chartreux durant la bataille de Marseille. Il était domicilié au 62 boulevard Bompard. 

## Historique
Elle prend sa dénomination actuelle par délibération du conseil municipal en date du 23 juillet 1945.
Elle s’appelait auparavant « rue Sainte-Eugénie ».

## Bâtiments remarquables et lieux de mémoire
- Au numéro 42 se trouve l’école montessori Sonorités.